# Cristina Corral Soilán
Cristina Corral Soilán, nacida en Lugo en 1976, es una escritora española que escribe en español y en gallego.

## Trayectoria
Es periodista, graduada en Educación Primaria y licenciada en Hispánicas, por la Universidad Camilo José Cela y la Universidad de Santiago de Compostela respectivamente. En esta última cursó también estudios de Filología Inglesa.
Ha trabajado como periodista en el periódico El Progreso y en la agencia de noticias Europa Press. Fue guionista en Netex y subdirectora de la Revista Foeminas de la Casa de la Mujer del Ayuntamiento de Lugo. Ejerce como profesora de secundaria de Lengua y Literatura Española. Colabora con diversas revistas como Xistral o Trasluz y es editora del magazine cultural A revuelta.  Se pueden leer sus artículos periodísticos en medios como Galicia Digital, Sérmelos Galicia, Plaza Pública o Galicia Confidencial.
Desde el año 2015 trabaja con el alumnado de los Institutos gallegos la temática de la memoria de la mujer. En 2017 llevó a cabo el proyecto Mujeres para a la memoria con el alumnado de 4º de la ESO del IES A Xunqueira 1 de Pontevedra. También desde 2017 codirige el proyecto ESPORA,  Escuelas por la Radio.

## Obra

### Poesía
- Anxos de pedra, 2001, Scio.
- Esencia de trementina, 2008, Scio.
- Ficar, 2018, Urutau.

### Literatura infantojuvenil
- Irene en el Sáhara, 2011, Solidaridad Internacional.
- Os poemas do río, 2012, Everest Galicia.
- A historia fascinante da vaca rodante, 2013, Everest Galicia.
- De paseo con Crunia, 2015, Embora.
- De paseo con Paulo, 2015, Embora.
- De paseo con Helena, 2017, Embora.
- Don Ferretín Ferretón e o seu cadelo lambón, 2018, Barafunda.
- No faiado, 2021, Embora.

### Obras colectivas
- Un feixe de poesía na porta, 2013, A porta verde do sétimo andar.
- Alén do silencio, 2014.
- 150 Cantares para Rosalía de Castro, 2015, libro electrónico.
- Manuel María, libro colectivo de homenaje, 2017, Diputación provincial de Lugo.
- Un xardín de medio lado, 2019, Urutau.
- Quem dera o sangue fosse só o da menstruaçao, 2020, Urutau.
- Manifesto 25N, 2021, Alvarellos.